# Élections législatives christophiennes de 2022
Les élections législatives christophiennes de 2022 ont lieu le 5 août 2022 afin de renouveler onze des quinze sièges de l'Assemblée nationale de Saint-Christophe-et-Niévès.
Initialement prévues pour 2025, les élections ont lieu de manière anticipée à la suite d'une crise politique ayant conduit le Premier ministre Timothy Harris à dissoudre l'Assemblée nationale le 11 mai 2022.
La division des partis composants la coalition sortante conduit à une alternance avec la victoire du Parti travailliste, qui remporte six des onze sièges à pourvoir. Son chef Terrance Drew remplace ainsi Harris au poste de Premier ministre.

## Contexte

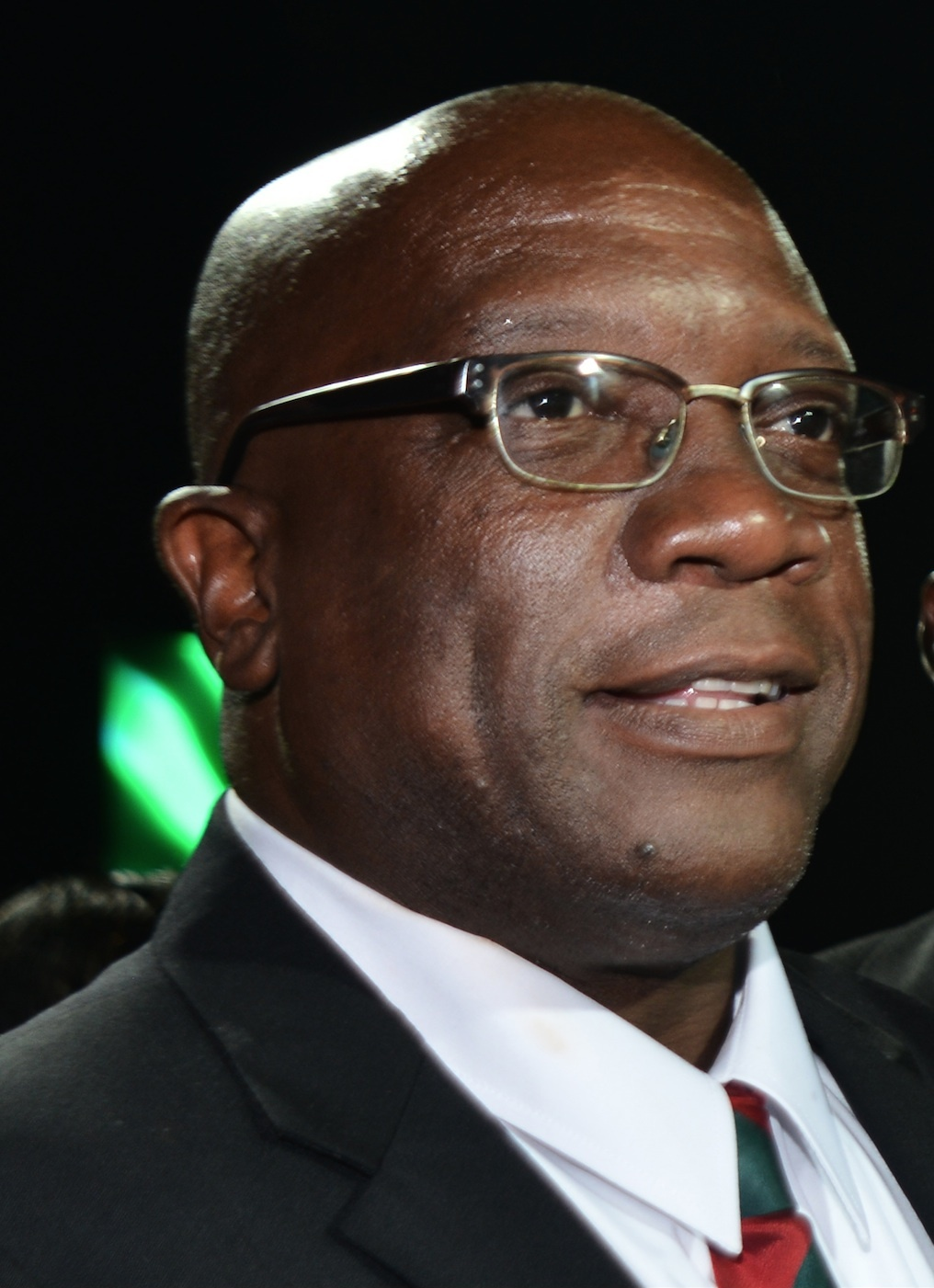
Timothy Harris.

Porté au pouvoir lors des élections législatives de 2015, le Parti travailliste du peuple (PLP) du Premier ministre Timothy Harris forme depuis la coalition « Équipe unité » en alliance avec le Mouvement d'action populaire (PAM) et le Mouvement des citoyens conscients (CCM), le Parti travailliste (SKNLP) sortant ayant été relégué dans l'opposition.
La coalition est reconduite aux élections législatives de 2020, chacun des partis la composant s'abstenant de présenter des candidats dans les circonscriptions concouru par un autre, selon une répartition conclue à l'avance. Organisées dans le creux de la « première vague » de la pandémie de Covid-19, le scrutin de 2020 constitue une large victoire pour la coalition gouvernementale, qui décroche la quasi-totalité des sièges dont plusieurs bastions électoraux travaillistes. Devant la nouvelle défaite du SKNLP, Denzil Douglas annonce son retrait de la présidence du parti, laissant la place l'année suivante à Terrance Drew. Si le premier ministre Timothy Harris l'emporte pour sa part dans la septième circonscription avec une large avance sur son adversaire travailliste, son parti, le PLP, n'arrive qu'en troisième position au niveau national et ne remporte que deux sièges sur les neuf remportés par la coalition. Reconduit pour un second mandat par l'Assemblée, il prête serment le 7 juin. Arrivé en tête parmi les trois partis membres du gouvernement, le PAM voit son dirigeant Shawn Richards devenir vice Premier ministre du gouvernement. A la tête du CCM, Mark Brantley conserve pour sa part le poste de Premier ministre du gouvernement autonome de Niévès, fief électoral du CCM.
Début 2020 cependant, Harris fait face à une crise politique consécutive à la fronde au sein de son gouvernement de plusieurs membres du PAM ainsi que du CMM — dont Shawn Richards et Mark Brantley —, totalisant six ministres. Le gouvernement est alors l'objet depuis plusieurs mois de tensions au sein de la coalition, les trois partis ne s'accordant plus sur la politique à suivre en matière économique. Le CCM exprime notamment son désaccord sur le sujet de la répartition des sommes de l'un des principaux fonds d'investissement gouvernemental, réclamant une part plus importante pour Niévès. La situation est par ailleurs aggravée par l'inimitié personnelle croissante entre le Premier ministre et son vice Premier ministre. Ce dernier n'assiste ainsi plus aux conseils des ministres à partir de janvier 2022 tandis que la plupart des députés de la coalition hors Parti travailliste du peuple boycottent les séances de l'Assemblée nationale.
Les frondeurs finissent par déposer une motion de censure à l'encontre du Premier ministre le 26 avril 2022, puis demande au Gouverneur général Tapley Seaton de démettre Harris de ses fonctions. Le Gouverneur général rejette rapidement leur demande, leur rappelant qu'il ne dispose pas d'un tel pouvoir en vertu de la Constitution de 1983,.
Le 11 mai 2022, avant que la motion de censure ne soit mise au vote, Timothy Harris procède au renvoi des six ministres frondeurs, dont Shawn Richards qu'il remplace par Eugene Hamilton, du CCM. Au cours d'une allocution, il annonce la dissolution de l'Assemblée nationale, ce que le Gouverneur général, aux pouvoirs honorifiques, valide dans la foulée. Des élections sont alors constitutionnellement requises dans les 90 jours, soit avant le 8 août 2022. Le 17 juillet, Harris annonce leur tenue le 5 août suivant,.

## Système politique et électoral

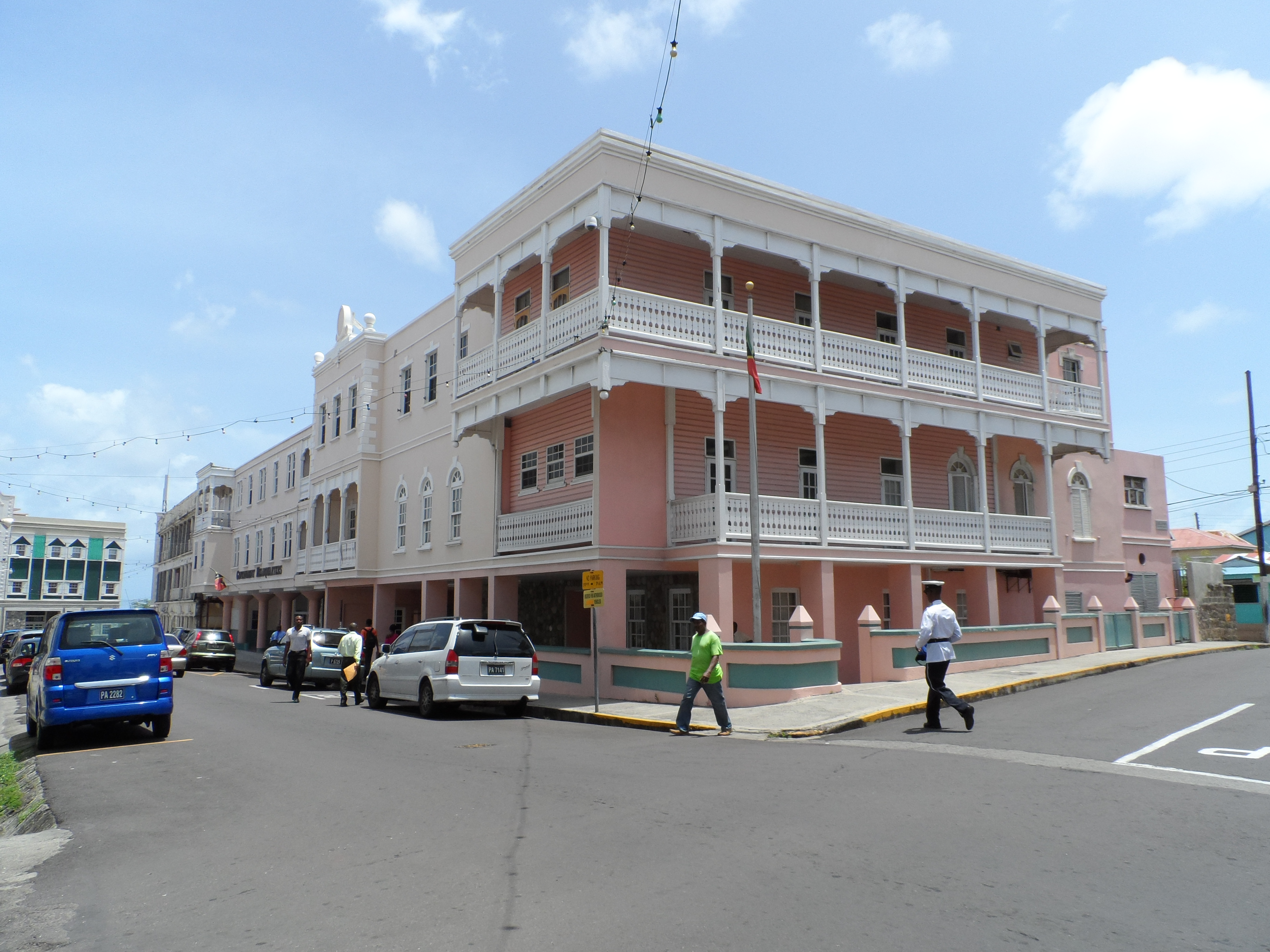
Bâtiment de l'Assemblée.

Saint-Christophe-et-Niévès est un royaume du Commonwealth, un État fédéral pleinement indépendant dans les Caraïbes ayant conservé la reine Élisabeth II comme chef symbolique et cérémoniel de l'État. Cette dernière est représentée par un gouverneur général choisi par le gouvernement christophien. C'est une monarchie parlementaire et une démocratie multipartite. 
L'unique chambre du parlement, l'Assemblée nationale, est composée de 14 à 15 membres dont 11 représentants élus pour cinq ans au scrutin uninominal majoritaire à un tour dans autant de circonscriptions (8 à Saint-Christophe et 3 à Niévès). Les 3 autres, appelés sénateurs, sont nommés par le gouverneur sur proposition du premier ministre pour deux d'entre eux et du chef de l'opposition pour le troisième.
Le procureur général, s'il n'est pas déjà membre de l'Assemblée, devient membre de droit, ce qui porte le plus souvent le total des membres de l'Assemblée à 15. Le vote n'est pas obligatoire.

## Campagne
Les élections législatives de 2022 voient s'affronter les mêmes partis que celles de 2020, mais avec un nombre de candidats légèrement plus élevé. La coalition gouvernementale ayant été rompue, le Mouvement d'action populaire (PAM) et le Parti travailliste du peuple (PLP) présentent tous deux des candidats dans chacune des huit circonscriptions de l'île de Saint-Christophe, contre respectivement six et deux candidats en 2020. Le Parti travailliste (SKNLP) présente également huit candidats, comme en 2020,.
L'île de Niévès voit à nouveau s'opposer dans ses trois circonscriptions le Mouvement des citoyens conscients (CCM) et le Parti réformateur de Niévès (NRP), les autres formations n'y présentant pas de candidats. Le PAM et le CCM s'accordent par ailleurs sur une coalition au niveau national : le Mouvement uni (OM),.

## Résultats
|                           |                                         |                                      |                                      |                                      |        |               |  |  |  |
| Partis                    | Partis                                  | Voix                                 | %                                    | +/-                                  | Sièges | +/-           |  |  |  |
|                           | Parti travailliste (SKNLP)              | 13 438                               | 45,75                                | 8,66                                 | 6      | 4             |  |  |  |
|                           | Parti travailliste du peuple (PLP)      | 5 036                                | 16,13                                | 2,9                                  | 1      | 1             |  |  |  |
|                           | Mouvement d'action populaire (PAM)      | 3 473                                | 16,23                                | 12,77                                | 1      | 3             |  |  |  |
|                           | Mouvement des citoyens conscients (CCM) | 3 473                                | 11,82                                | 0,8                                  | 3      | en stagnation |  |  |  |
|                           | Parti réformateur de Niévès (NRP)       | 2 616                                | 8,91                                 | 0,89                                 | 0      | en stagnation |  |  |  |
|                           | Mouvement restauration morale (MRM)     | 67                                   | 0,23                                 | Nv                                   | 0      | en stagnation |  |  |  |
|                           | Parti travailliste de l'unité (ULP)     | 5                                    | 0,02                                 | Nv                                   | 0      | en stagnation |  |  |  |
|                           | Indépendant                             | 3                                    | 0,01                                 | 0,03                                 | 0      | en stagnation |  |  |  |
|                           | Sénateurs, membres nommés               | Sénateurs, membres nommés            | Sénateurs, membres nommés            | Sénateurs, membres nommés            | 3      | en stagnation |  |  |  |
|                           | Procureur général, membre ex-officio    | Procureur général, membre ex-officio | Procureur général, membre ex-officio | Procureur général, membre ex-officio | 1      | en stagnation |  |  |  |
|                           |                                         |                                      |                                      |                                      |        |               |  |  |  |
| Suffrages exprimés        | Suffrages exprimés                      | 29 375                               | 99,39                                |                                      |        |               |  |  |  |
| Votes blancs et invalides | Votes blancs et invalides               | 179                                  | 0,61                                 |                                      |        |               |  |  |  |
| Total                     | Total                                   | 29 554                               | 100                                  | –                                    | 15     | en stagnation |  |  |  |
| Abstentions               | Abstentions                             | 21 419                               | 42,02                                |                                      |        |               |  |  |  |
| Inscrits / participation  | Inscrits / participation                | 50 973                               | 57,98                                |                                      |        |               |  |  |  |

## Analyse

Parti vainqueur par circonscription.

Les divisions des anciens membres de la coalition « Équipe unité » conduisent à leur défaite dans le cadre du scrutin majoritaire à un tour, et d'une montée du Parti travailliste (SKNLP). Ce dernier remporte une nette victoire avec six sièges sur onze élus, tous remportés dans les circonscriptions de Saint-Christophe, tandis que le Mouvement des citoyens conscients conserve les trois circonscriptions de Niévès. L'ancien Premier ministre Denzil Douglas, qui avait laissé la tête du SKNLP à Terrance Drew en 2021, conserve notamment son siège de député. La défaite est sévère pour le Mouvement d'action populaire (PAM) et le Parti travailliste du peuple (PLP). Shawn Richards est ainsi le seul député sortant du PAM à conserver son siège, tout comme Timothy Harris pour le PLP. C'est la première fois depuis 2004 que le PAM ne détient plus qu'un seul siège, tandis que sa part des voix, 16,23 %, est la plus basse jamais obtenue par le parti,.
Cette victoire du SKNLP permet à son dirigeant Terrance Drew de devenir Premier ministre. Il prête serment le 6 aout 2022. L'assemblée nationale tient sa session inaugurale le 25 octobre 2022, et élit Lanien Blanchette présidente de l'Assemblée.